# Eske Brun
Eske Brun (25. května 1904, Aalborg – 11. října 1987, Aalborg) byl vysokým úředníkem v Grónsku a jeho guvernérem v letech 1939 až 1945.

## Životopis
Brun se narodil 25. května 1904 v Aalborgu v severní části Jutska v Dánsku jako syn politika Charlese Bruna a Rigmory Hansen. Jeho otec zemřel, když bylo Eskemu 15 let. Rodina se přestěhovala do oblasti Ordrup severně od Kodaně. V roce 1929 získal právnické vzdělání na Univerzitě v Kodani.
V roce 1932 se Eske Brun stal náhradníkem za guvernéra severního inspektorátu Grónska, o sedm let později tuto pozici získal. Po vypuknutí druhé světové války bylo spojení s Dánskem v důsledku německé okupace přerušeno a Eske Brun spolu s jižním guvernérem Akselem Svanem převzali kontrolu nad ostrovem. S pomocí dánského velvyslance v USA Henrika Kauffmanna zřídili zásobovací linky z USA a Kanady.
Od roku 1941 se stal guvernérem i jižního inspektorátu, neboť Aksel Svane se přesunul do USA, kde organizoval zásoby. Správa ostrova byla centralizována v Nuuku. V roce 1945 byl vystřídán Carlem Fredrikem Simonym. Po válce se Brun stal viceprezidentem Grónské rady (Grønlands Styrelse). V lednu 1949 se stal jejím prezidentem. Sehrál tak významnou roli v reorganizaci grónské politiky. Od roku 1949 byl místopředsedou Grónské vědecké komise a od roku 1964 jejím předsedou.
V roce 1947 byl jmenován rytířem řádu Dannebrog. V roce 1955 se stal velitelem 2. třídy a v roce 1963 velitelem 1. třídy. Byl také nositelem Řádu svatého Olafa. Eske Brun pracoval jako vyšší úředník až do svého dobrovolného odchodu do důchodu v roce 1964 po sporech týkajících se rovnosti mezi Dánskem a Grónskem.